# Antoni Bonet i Castellana
Antoni Bonet i Castellana (Barcelona, 1913-1989) fou un arquitecte, urbanista i dissenyador català.
Va estudiar a l'Escola Tècnica Superior d'Arquitectura de Barcelona. Inicià la seva carrera professional amb els arquitectes Josep Lluís Sert i Torres Clavé, amb qui fundà el MIDVA (Mobles i decoració per a la vivenda actual). Fou en aquells anys, membre de la GATCPAC. L'any 1936, un cop finalitzats els estudis d'arquitectura, viatja a París on ingressa a l'estudi de Le Corbusier. Més endavant viatjà a l'Argentina i Uruguai. Fundador del Grupo Austral juntament amb Ferrari-Hardoy i J.Kurchan, amb qui dissenya la mítica Cadira BKF. Cal citar també la urbanització de Punta Ballena a l'Uruguai i edificis a Punta del Este, Soca, al barri sud de Buenos Aires,.
Al Prat de Llobregat, projectà la Ricarda (1949-1963).
A Salou projectà a principis dels anys 60, entre d'altres, els edificis d'apartaments Cala Vinya, Madrid, Reus i Xipre.
A la ciutat de Barcelona, per encàrrec de la promotora i constructora La Llave de Oro, ideà tres edificacions de destacada singularitat. Aquestes van ser l' Edifici Mediterrani (1966) (Carrer Consell de Cent, 164-180) al barri de l'Eixample, complex orientat a habitatges funcionals per a la classe mitjana; La Torre Cervantes (1966) (Carrer Manuel Ballbé, 5) situat al final de la Avinguda Diagonal i al costat del Parc de Cervantes, destinat a habitatges de molt alt standing, amplitud i confort; i, per acabar la Torre Urquinaona (1970) (Plaça Urquinaona, 6-8), un gratacels en ple centre de la ciutat, a escassos metres de la Placa Catalunya, destinat a modernes i diàfanes oficines. Per altra banda, també realitzà el Canòdrom de la Meridiana, pel qual el 1963 rebria un premi FAD d'arquitectura. A Cabrils va projectar el gran complex de la Mútua Metal·lúrgica de Cabrils (inaugurada el 1982).

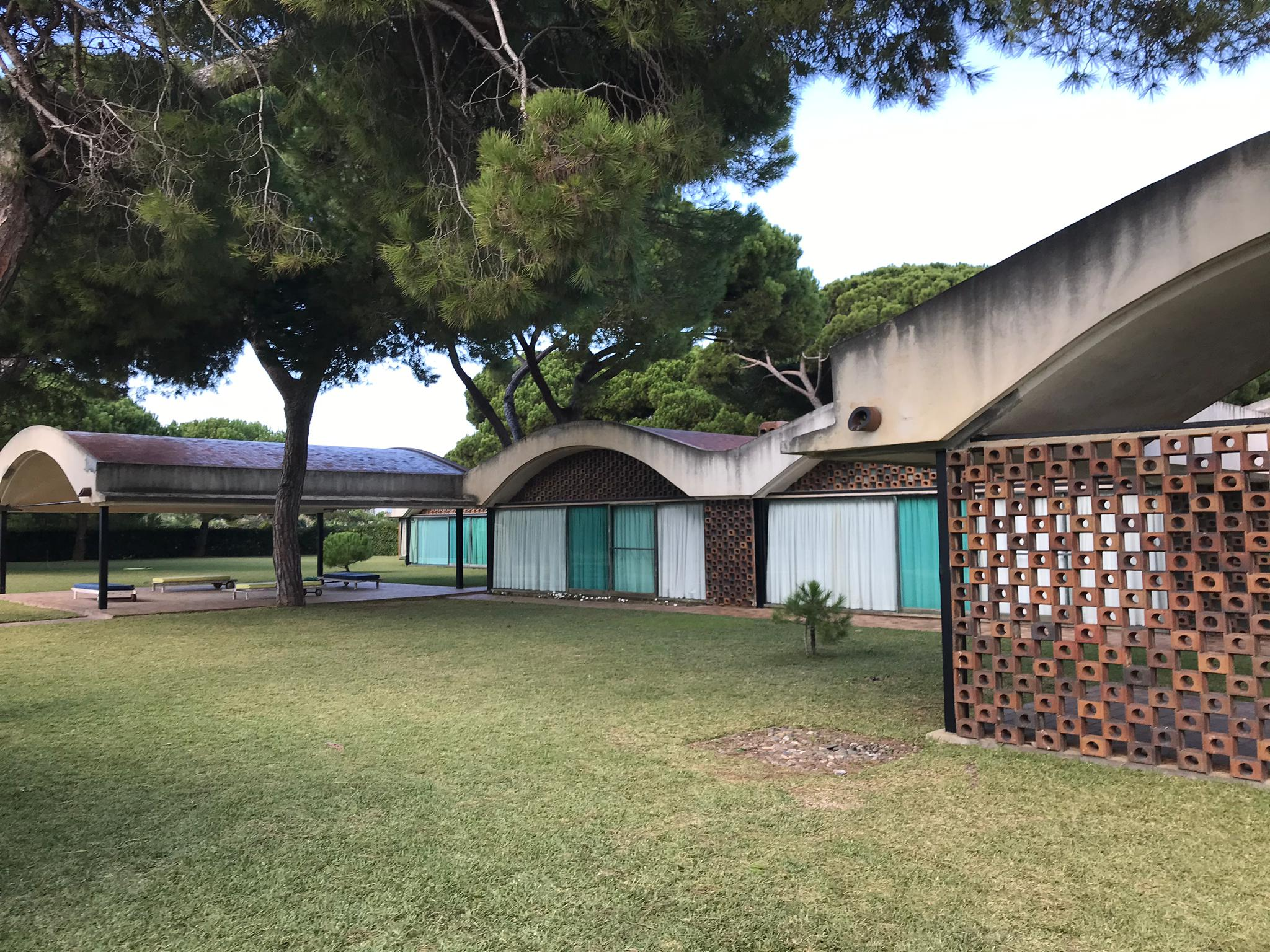
La Ricarda, al Prat de Llobregat

Considerava l'arquitectura com a subjecte ordenador en la vida de l'home, i creia que l'activitat de l'arquitecte s'estenia des de la concepció d'una cadira fins al plantejament d'una ciutat. Una de les seves constants fou l'esforç en integrar les diverses escales de l'hàbitat humà, investigant en nous materials i formes per a aconseguir espais arquitectònics i mobles, al servei de la societat.